# Giải Pólya (LMS)
Giải Pólya (LMS) là một giải thưởng của Hội Toán học London, được trao cho "sự sáng tạo xuất sắc, việc trình bày sáng tạo, hoặc đóng góp nổi bật vào toán học trong Vương quốc Anh". Đây là giải có uy tín thứ nhì trong số các giải của Hội Toán học London - sau Huy chương De Morgan - và được trao trong các năm không thể chia chẵn cho 3, tức các năm không trao Huy chương De Morgan.
Giải được đặt theo tên nhà toán học Hungary George Pólya, một hội viên của hội trên 60 năm. Giải được trao lần đầu năm 1987 và không trao cho người nào đã từng đoạt Huy chương De Morgan.

## Các người đoạt giải
- 1987 John Horton Conway
- 1988 C. T. C. Wall
- 1990 Graeme B. Segal
- 1991 Ian G. Macdonald
- 1993 David Rees
- 1994 David Williams
- 1996 David Edmunds
- 1997 John Hammersley
- 1999 Simon Donaldson
- 2000 Terence Lyons
- 2002 Nigel Hitchin
- 2003 Angus Macintyre
- 2005 Michael Berry
- 2006 Peter Swinnerton-Dyer
- 2008 David Preiss
- 2009 Roger Heath-Brown
- 2011 E. Brian Davies
- 2012 Dan Segal
- 2014 Miles Reid